# Theodora (död 922)
Theodora, född 800-talet, död 20 februari 922, var en bysantinsk kejsarinna, gift med kejsar Romanos I.
Hennes ursprung är okänt. Det är omdebatterat huruvida hon var Romanus enda fru eller bara hans andra. År 919 blev hon kejsarens svärmor genom hans giftermål med hennes dotter och hennes man förklarades för kejsarfader. Året därpå blev maken sin svärsons medkejsare och Theodora kejsarinna; hon kröntes i januari 921.  